# 강철모
강철모(姜哲模, 일본식 이름: 大山哲模, 1890년 10월 16일 ~ 몰년 미상)는 일제강점기의 법조인으로 함경남도 리원군 출신이다.

## 생애
1917년 7월에 니혼 대학 전문부 법과를 졸업했다. 1918년 6월부터 경성지방법원에서 판임관 견습으로 근무했으며 1918년 11월부터 경성지방법원 철원지청에서 서기과 서기 겸 통역생으로 근무했다. 1920년 12월 11일부터 경성지방법원 개성지청에서 판사로 근무했다. 1922년 2월 24일부터 경성지방법원 수원지청에서 판사로 근무했고 1925년 3월 11일부터 경성지방법원 인천지청에서 판사로 근무했다.
1927년 4월 25일부터 경성지방법원 판사로 근무했으며 1928년 11월 16일에는 일본 정부로부터 쇼와 대례 기념장을 받았다. 1930년 9월 30일에는 《치안유지법》·《신문지법》 위반 혐의로 기소된 《조선일보》 기자였던 신일용(辛日鏞)· 김동성(金東成) 등에 대한 재판을 진행했고 1931년 4월 24일에는 신간회가 주최한 조선민중대회를 개최하여 일제 관헌을 규탄한 혐의로 기소된 홍명희(洪命憙)·조병옥(趙炳玉)·허헌(許憲)·이관용(李灌鎔)·이원혁(李源赫)·김동준(金東駿)에 대한 재판을 진행했다.
1931년 10월 14일부터 전주지방법원 판사로 근무했으며 1932년 5월에는 일본 정부로부터 훈6등 서보장을 받았다. 1932년 3월 16일에는 공산 제도의 실현을 위하여 CS당을 조직하고 전라북도 군산부 신흥노동조합에서 비밀 결사인 무산계를 조직하여 공산주의 사회를 선전하여 《치안유지법》 위반 혐의로 기소된 문은종(文殷鍾)·최경환(崔敬煥) 등에 대한 재판을 진행했다. 1932년 10월 28일에는 전라북도 전주부 신흥학교 학생들과 함께 공산주의 사회 실현을 위한 단체 조직을 모의하고 계급 투쟁 의식의 향상과 단결을 도모한 혐의로 기소된 박연종(朴連鍾)·김성배(金星培) 등에 대한 재판을 진행했다.
1933년 4월 19일에는 전라북도 남원군에서 공산주의 실현을 위한 비밀 결사를 조직하고 청소년을 대상으로 하는 공산주의 사상 교육을 위한 야학회를 조직한 혐의로 기소된 안희탁(安禧鐸)·임철호(林喆鎬) 등에 대한 재판을 진행했다. 1933년 10월 6일에는 전라북도 남원군에서 공산주의자들과의 교류를 통해 소련의 공산주의 제도를 찬양하고 공산주의 사회 실현을 위한 야학회·단발계를 조직한 혐의로 기소된 정운태(鄭云台)·정현섭(鄭鉉燮) 등에 대한 재판을 진행했다. 1934년 3월 31일에는 전라북도에서 비밀 결사를 조직하고 조선공산당 재건 운동을 전개한 혐의로 기소된 장재섭(張在燮)·윤희중(尹希重)·윤기환(尹基煥)·김철주(金轍柱)·최월상(崔月上)·이우성(李愚誠)·양한근(梁漢根)·김규선(金圭鮮)·김병륜(金炳倫)·김문옥(金文玉) 등에 대한 재판을 진행했다.
1934년 6월 13일에는 프롤레타리아 계급의 단결, 소작료·세금 납부 거부 운동, 사유 재산 제도를 부정하는 공산주의 사회 건설 운동을 주도한 혐의로 기소된 박병권(朴炳權)·최순환(崔順煥)·최옥환(崔玉煥)·김한동(金漢童)에 대한 재판을 진행했다. 1934년 7월 31일에는 전라남도 장성군에서 장성협동조합을 결성하고 독립 운동을 주도한 혐의로 기소된 송종근(宋鍾根), 신간회 장성지회 부회장으로서 독립 운동을 주도한 혐의로 기소된 김시중(金時中)에 대한 재판을 진행했다. 이러한 행적으로 인해 민족문제연구소의 친일인명사전에 수록되었다. 1935년 9월 28일에 판사에서 퇴직한 이후에 1935년 11월 2일에 전라북도 전주부에서 변호사로 개업했다. 1941년 9월에는 조선임전보국단 전라북도 발기인으로 참여했다.

## 참고자료
- 민족문제연구소 (2009). 〈강철모〉. 《친일인명사전 1 (ㄱ ~ ㅂ)》. 서울. 125 ~ 126쪽.